# Championnat d'Islande de football de deuxième division 2007
Navigation
Saison précédente Saison suivante
Le Championnat d'Islande de football D2 2007 est la 53e édition du championnat de D2 islandaise.
Cette saison voit le nombre de clubs participants passer de 10 à 12 en prévision du passage à 12 clubs du Landsbankadeild prévu pour la saison 2008. Ainsi, à l'issue de la saison 2007, trois clubs sont promus et un seul est relégué de Landsbankadeild.
L'UG Grindavík remporte le titre à la différence de buts (+ 3 buts) aux dépens de Þróttur Reykjavík lors de la dernière journée. le troisième, Fjölnir Reykjavík, complète le trio qui rejoint le Landsbankadeild.
L'ÍBV Vestmannaeyjar, pourtant un des grands favoris, échoue à la quatrième place après avoir fait un début de saison catastrophique. 
Le promu Reynir Sandgerði fait l'ascenseur et redescend en 2. deild karla.

## Les 12 clubs participants
- Fjölnir Reykjavík
- ÍBV Vestmannaeyjar
- KA Akureyri
- KF Fjarðabyggðar
- Leiknir Reykjavík
- Stjarnan Garðabær
- Vikingur Ólafsvík
- Þór Akureyri
- Þróttur Reykjavík
- Reynir Sandgerði
- UG Grindavík
- UMF Njarðvík

Promus de 2. deild karla :
- KF Fjarðabyggðar (champion)
- UMF Njarðvík (Vice-champion)
- Reynir Sandgerði (troisième)

## Classement
| #   | Club               | Joué | Gagné | Nul | Perdu | Buts pour | Buts contre | dif. de buts | Points |                           |
| --- | ------------------ | ---- | ----- | --- | ----- | --------- | ----------- | ------------ | ------ | ------------------------- |
| 1.  | UG Grindavík       | 22   | 15    | 2   | 5     | 47        | 21          | +26          | 47     | Promu en Landsbankadeild  |
| 2.  | Þróttur Reykjavík  | 22   | 15    | 2   | 5     | 47        | 24          | +23          | 47     | Promu en Landsbankadeild  |
| 3.  | Fjölnir Reykjavík  | 22   | 14    | 3   | 5     | 61        | 29          | +32          | 45     | Promu en Landsbankadeild  |
| 4.  | ÍBV Vestmannaeyjar | 22   | 13    | 5   | 4     | 42        | 23          | +19          | 44     |                           |
| 5.  | KF Fjarðabyggðar   | 22   | 11    | 4   | 7     | 23        | 17          | +6           | 37     |                           |
| 6.  | Leiknir Reykjavík  | 22   | 6     | 7   | 9     | 22        | 27          | -5           | 25     |                           |
| 7.  | Þór Akureyri       | 22   | 6     | 6   | 10    | 33        | 40          | -7           | 24     |                           |
| 8.  | UMF Njarðvík       | 22   | 5     | 8   | 9     | 25        | 32          | -7           | 23     |                           |
| 9.  | Stjarnan Garðabær  | 22   | 5     | 5   | 12    | 39        | 44          | -5           | 20     |                           |
| 10. | Vikingur Ólafsvík  | 22   | 5     | 5   | 12    | 22        | 33          | -11          | 20     |                           |
| 11. | KA Akureyri        | 22   | 5     | 4   | 13    | 14        | 45          | -31          | 19     |                           |
| 12. | Reynir Sandgerði   | 22   | 3     | 7   | 12    | 22        | 62          | -50          | 16     | Relégué en 2. deild karla |

## Clubs Champion, relégués et promus

### Champion de 1. deild karla 2007
- UG Grindavík

### Promus enPromu en Landsbankadeild
Trois clubs seront promus de 1. deild karla lors de la prochaine saison 2008 :
- UG Grindavík (Champion)
- Þróttur Reykjavík (Vice-champion)
- Fjölnir Reykjavík (troisième)

### Relégué
Un club est relégué en 2. deild karla pour la saison 2008 :
- Reynir Sandgerði